# Halictus pyrenaeus
Halictus pyrenaeus är en biart som beskrevs av Pérez 1903. Halictus pyrenaeus ingår i släktet bandbin, och familjen vägbin. Inga underarter finns listade i Catalogue of Life.